# Cantone di Joya de los Sachas
Il cantone di Joya de los Sachas è un cantone dell'Ecuador che si trova nella provincia di Orellana.
Il capoluogo del cantone è La Joya de los Sachas.